# Nazionale maschile di pallavolo dell'Ungheria
La nazionale maschile di pallavolo dell'Ungheria è una squadra europea composta dai migliori giocatori di pallavolo dell'Ungheria ed è posta sotto l'egida della Federazione pallavolistica dell'Ungheria.

## Rosa
Segue la rosa dei giocatori convocati per l'European Silver League 2023.
| N° | Nome                  | Ruolo | Data di nascita   | Squadra       |
| -- | --------------------- | ----- | ----------------- | ------------- |
| 2  | Bence Ambrus          | C     | 14 maggio 2001    | MÁV Előre     |
| 3  | Viktor Bán            | L     | 8 settembre 1997  | Debreceni EAC |
| 5  | Péter Boldizsár       | C     | 10 novembre 2005  | Kecskeméti    |
| 6  | Bálint Tomanóczy      | C     | 31 ottobre 2001   | Pénzügyőr     |
| 7  | Benedek Péter         | S     | 13 settembre 2002 | Kazincbarcika |
| 9  | Bence Iván            | C     | 15 aprile 2001    | Kaposvár      |
| 11 | Gábor Bögöly          | S     | 24 ottobre 1997   | Kaposvár      |
| 12 | Kristóf Horváth       | S     | 2 settembre 1999  | Nantes        |
| 13 | Cameron Keen          | P     | 9 ottobre 1997    | Kecskeméti    |
| 14 | Máté Kiss             | L     | 22 febbraio 2000  | Kaposvár      |
| 15 | Márton Sebestyén      | O     | 15 aprile 2004    | MÁV Előre     |
| 16 | Bálint Kecskeméti     | C     | 7 agosto 2003     | Kecskeméti    |
| 17 | Kristóf Szalai        | S     | 4 giugno 2006     | DKSE          |
| 18 | Péter Varga           | O     | 25 giugno 2005    | Kecskeméti    |
| 19 | Balázs Bibók          | O     | 6 marzo 1999      | MÁV Előre     |
| 23 | Marcell Mikuláss-Koch | P     | 23 ottobre 2002   | Unterhaching  |

## Risultati

### Competizioni FIVB
| 1964 | 6º posto        | Convocazioni |
| 1968 | non qualificata | -            |
| 1972 | non qualificata | -            |
| 1976 | non qualificata | -            |
| 1980 | non qualificata | -            |
| 1984 | non qualificata | -            |
| 1988 | non qualificata | -            |
| 1992 | non qualificata | -            |
| 1996 | non qualificata | -            |
| 2000 | non qualificata | -            |
| 2004 | non qualificata | -            |
| 2008 | non qualificata | -            |
| 2012 | non qualificata | -            |
| 2016 | non qualificata | -            |
| 2020 | non qualificata | -            |
| 2024 | non qualificata | -            |

| 1949 | 7º posto        | Convocazioni |
| 1952 | 5º posto        | Convocazioni |
| 1956 | 8º posto        | Convocazioni |
| 1960 | 6º posto        | Convocazioni |
| 1962 | 7º posto        | Convocazioni |
| 1966 | 10º posto       | Convocazioni |
| 1970 | 11º posto       | Convocazioni |
| 1974 | non qualificata | -            |
| 1978 | 14º posto       | Convocazioni |
| 1982 | non qualificata | -            |
| 1986 | non qualificata | -            |
| 1990 | non qualificata | -            |
| 1994 | non qualificata | -            |
| 1998 | non qualificata | -            |
| 2002 | non qualificata | -            |
| 2006 | non qualificata | -            |
| 2010 | non qualificata | -            |
| 2014 | non qualificata | -            |
| 2018 | non qualificata | -            |
| 2022 | non qualificata | -            |

| 1965 | 7º posto        | Convocazioni |
| 1969 | non qualificata | -            |
| 1977 | non qualificata | -            |
| 1981 | non qualificata | -            |
| 1985 | non qualificata | -            |
| 1989 | non qualificata | -            |
| 1991 | non qualificata | -            |
| 1995 | non qualificata | -            |
| 1999 | non qualificata | -            |
| 2003 | non qualificata | -            |
| 2007 | non qualificata | -            |
| 2011 | non qualificata | -            |
| 2015 | non qualificata | -            |
| 2019 | non qualificata | -            |
| 2023 | non qualificata | -            |

### Competizioni CEV
| 1948 | non qualificata | -            |
| 1950 | 3º posto        | Convocazioni |
| 1951 | non qualificata | -            |
| 1955 | 7º posto        | Convocazioni |
| 1958 | 5º posto        | Convocazioni |
| 1963 | 2º posto        | Convocazioni |
| 1967 | 6º posto        | Convocazioni |
| 1971 | 5º posto        | Convocazioni |
| 1975 | 11º posto       | Convocazioni |
| 1977 | 4º posto        | Convocazioni |
| 1979 | 8º posto        | Convocazioni |
| 1981 | non qualificata | -            |
| 1983 | 11º posto       | Convocazioni |
| 1985 | non qualificata | -            |
| 1987 | non qualificata | -            |
| 1989 | non qualificata | -            |
| 1991 | non qualificata | -            |
| 1993 | non qualificata | -            |
| 1995 | non qualificata | -            |
| 1997 | non qualificata | -            |
| 1999 | non qualificata | -            |
| 2001 | 10º posto       | Convocazioni |
| 2003 | non qualificata | -            |
| 2005 | non qualificata | -            |
| 2007 | non qualificata | -            |
| 2009 | non qualificata | -            |
| 2011 | non qualificata | -            |
| 2013 | non qualificata | -            |
| 2015 | non qualificata | -            |
| 2017 | non qualificata | -            |
| 2019 | non qualificata | -            |
| 2021 | non qualificata | -            |
| 2023 | non qualificata | -            |

| 2004 | non qualificata | -            |
| 2005 | non qualificata | -            |
| 2006 | non qualificata | -            |
| 2007 | non qualificata | -            |
| 2008 | non qualificata | -            |
| 2009 | non qualificata | -            |
| 2010 | non qualificata | -            |
| 2011 | non qualificata | -            |
| 2012 | non qualificata | -            |
| 2013 | 12º posto       | Convocazioni |
| 2014 | non qualificata | -            |
| 2015 | non qualificata | -            |
| 2016 | non qualificata | -            |
| 2017 | 6º posto        | Convocazioni |
| 2018 | non qualificata | -            |
| 2019 | non qualificata | -            |
| 2021 | non qualificata | -            |
| 2022 | non qualificata | -            |
| 2023 | non qualificata | -            |
| 2024 | non qualificata | -            |
| 2025 | non qualificata | -            |

| 2018 | 7º posto        | Convocazioni |
| 2019 | 5º posto        | Convocazioni |
| 2021 | 3º posto        | Convocazioni |
| 2022 | 4º posto        | Convocazioni |
| 2023 | 2º posto        | Convocazioni |
| 2024 | non qualificata | -            |
| 2025 | 2º posto        | Convocazioni |